# Lepidokirbyia vitellina
Lepidokirbyia vitellina là một loài bướm đêm thuộc phân họ Arctiinae, họ Erebidae.